# 光が丘駅
光が丘駅（ひかりがおかえき）は、東京都練馬区光が丘二丁目にある、東京都交通局（都営地下鉄）大江戸線の駅である。同線の終着駅。駅番号はE 38。

## 概要
当駅は光が丘団地のほぼ中心軸をなしており、駅の周辺には大規模な商業施設（光が丘IMA）がある。光が丘は練馬区の北端に位置しており、板橋区や埼玉県和光市との境界が近い。
駅前大通りの下を通っており、そこを西→南へ進むと地下車両基地の高松車庫に通ずる。
2016年の交通政策審議会答申第198号において、大江戸線（12号線）は当駅からさらに練馬区大泉学園町、埼玉県新座市、東京都清瀬市を経て埼玉県所沢市の東所沢駅への延伸が答申されている。このうち、大泉学園町までは導入空間となる都市計画道路の整備が進められている。
ホームは地上から11.9mの深さにあり、大江戸線内では一番浅い。都営地下鉄最西端に所在する駅である。東京都交通局の資料において、「深さ」とは駅中心位置の地表からホーム面までの距離を示す。

## 歴史
- 1991年（平成3年）12月10日：都営12号線の駅として開業[2][3]。
- 2000年（平成12年）4月20日：都営12号線を大江戸線に改称。
- 2007年（平成19年）3月18日：ICカード「PASMO」の利用が可能となる[5]。
- 2012年（平成24年）12月8日：ホームドア供用開始[6]。

## 駅構造
島式ホーム1面2線の地下駅である。
出入口は5か所あり、うち1か所ずつが光が丘IMAと練馬区役所光が丘出張所に併設されている。
当初、大江戸線は大型20m級車両による10両編成での運転が予定され、当駅は島式ホーム2面4線で計画されていたが、計画縮小により現在の形となった。

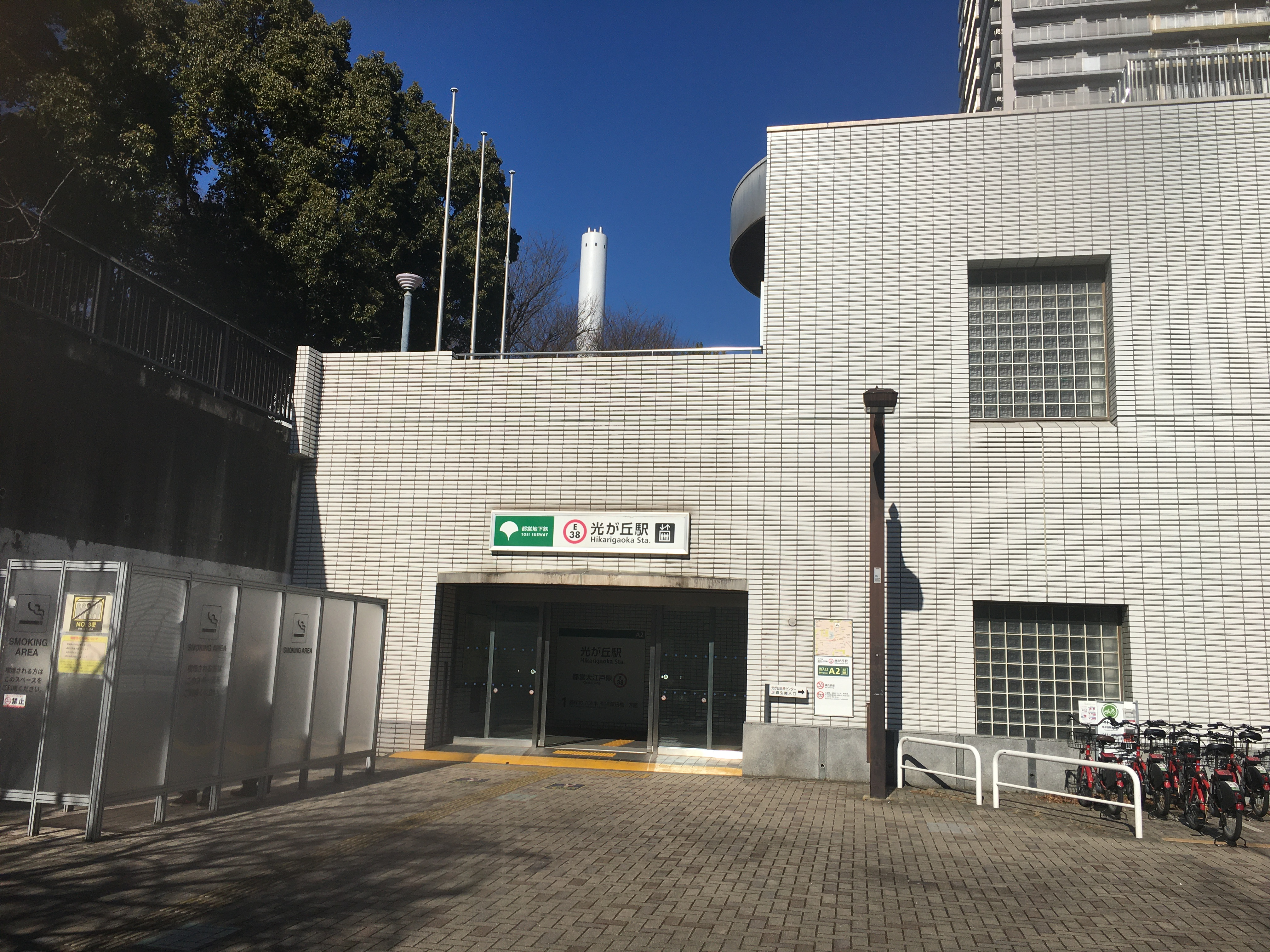
A2出入口（2022年1月）
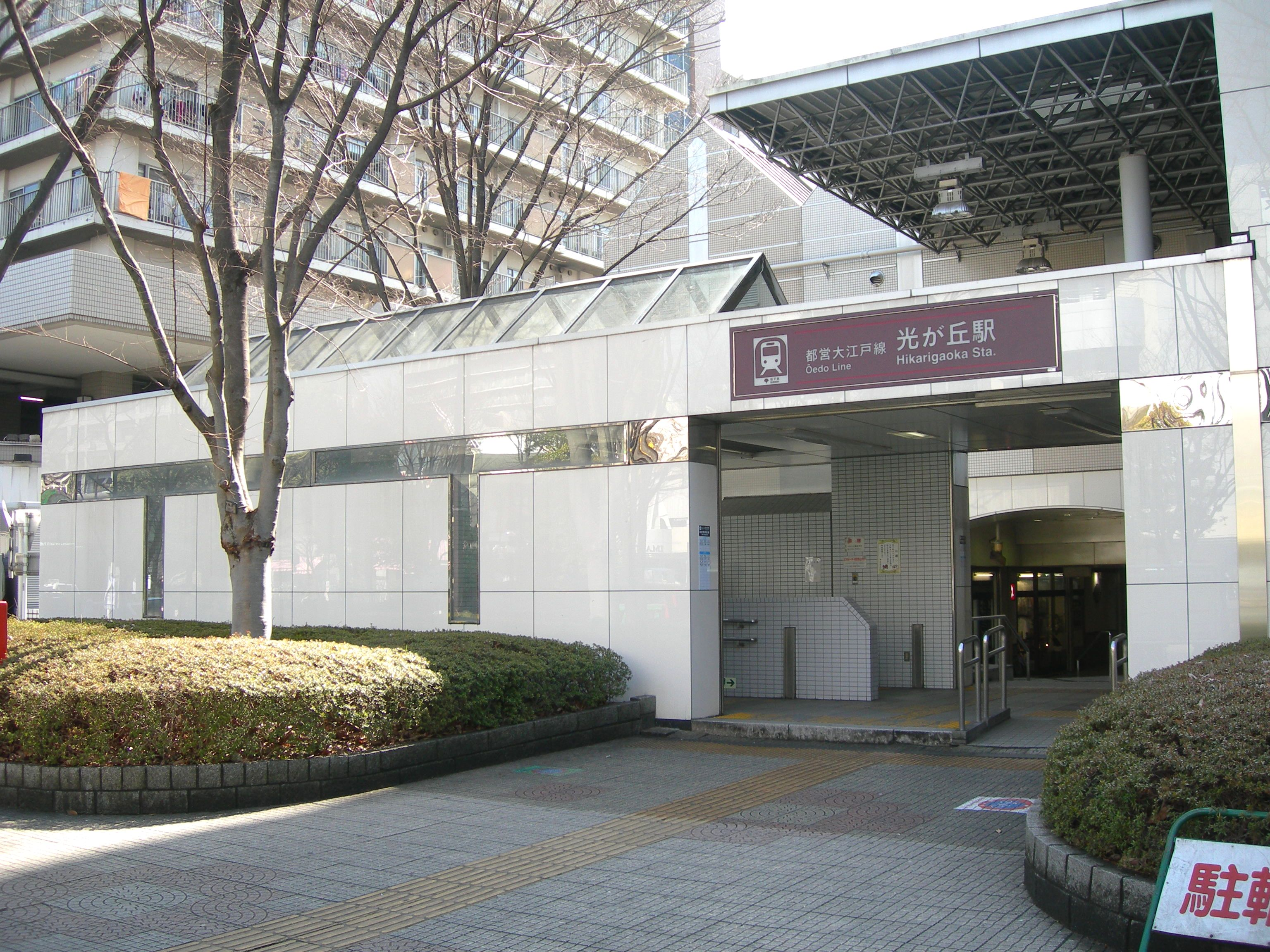
A5出入口（2010年3月）

### のりば
| 番線 | 路線         | 行先             |
| ---- | ------------ | ---------------- |
| 1    | 都営大江戸線 | 六本木・大門方面 |
| 2    | 都営大江戸線 | 降車専用         |

（出典：都営地下鉄:駅構内図）
- 折り返し電車は当駅の先にある2本の引き上げ線で折り返す。引き上げ線はさらに高松車庫への入出庫線（延長 625 m [9]）へ続いている。
引き上げ線は分岐側となっており、本線は将来の大泉方面への延伸に備えた構造としている[10][11]。このため、大泉方面に向かう下り線（B線）は、高松車庫への入出庫線を35‰の勾配でアンダーパスする部分まで構築されている[12]（上り線（A線）はそこまで構築していない[12]）。

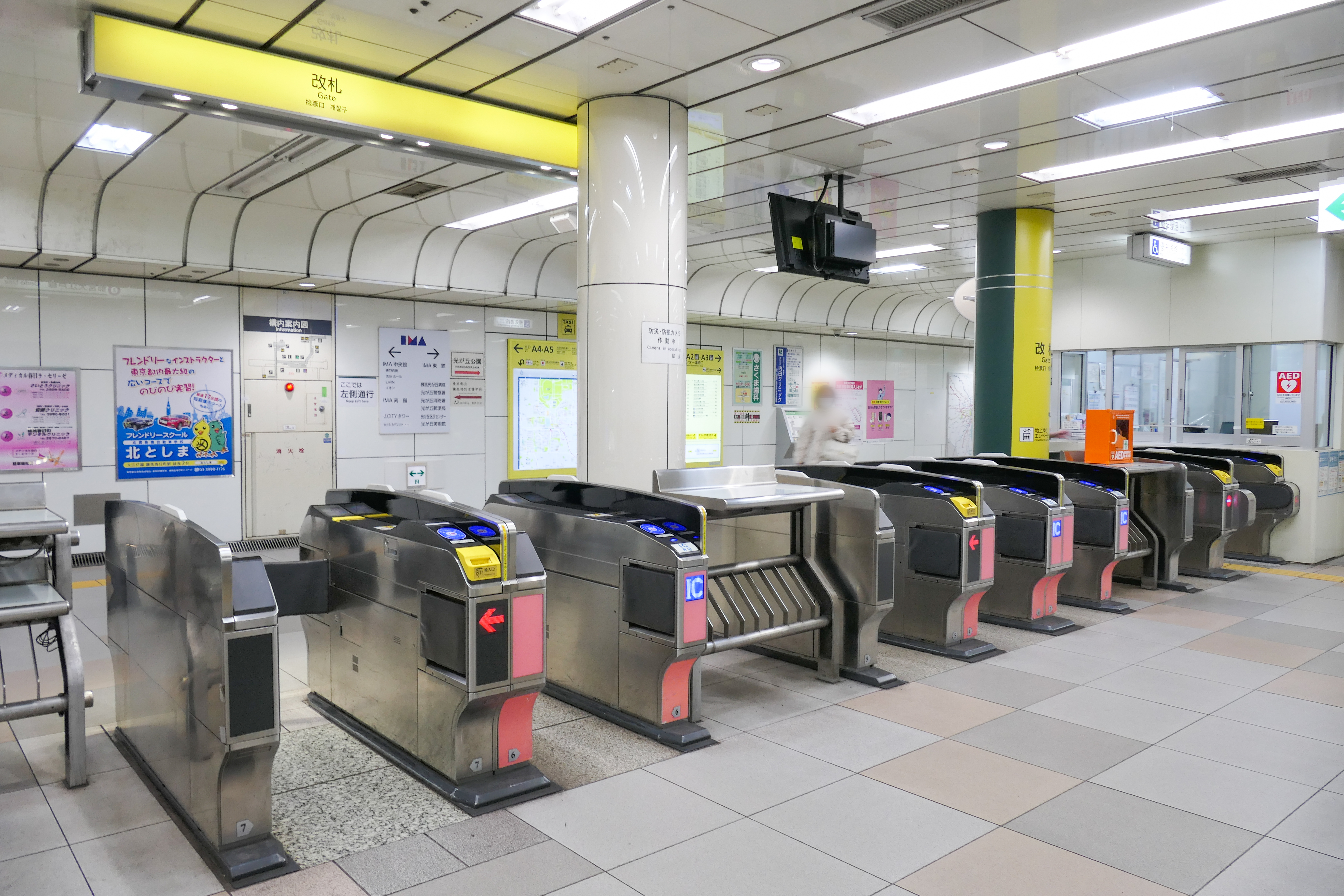
改札口（2023年1月）
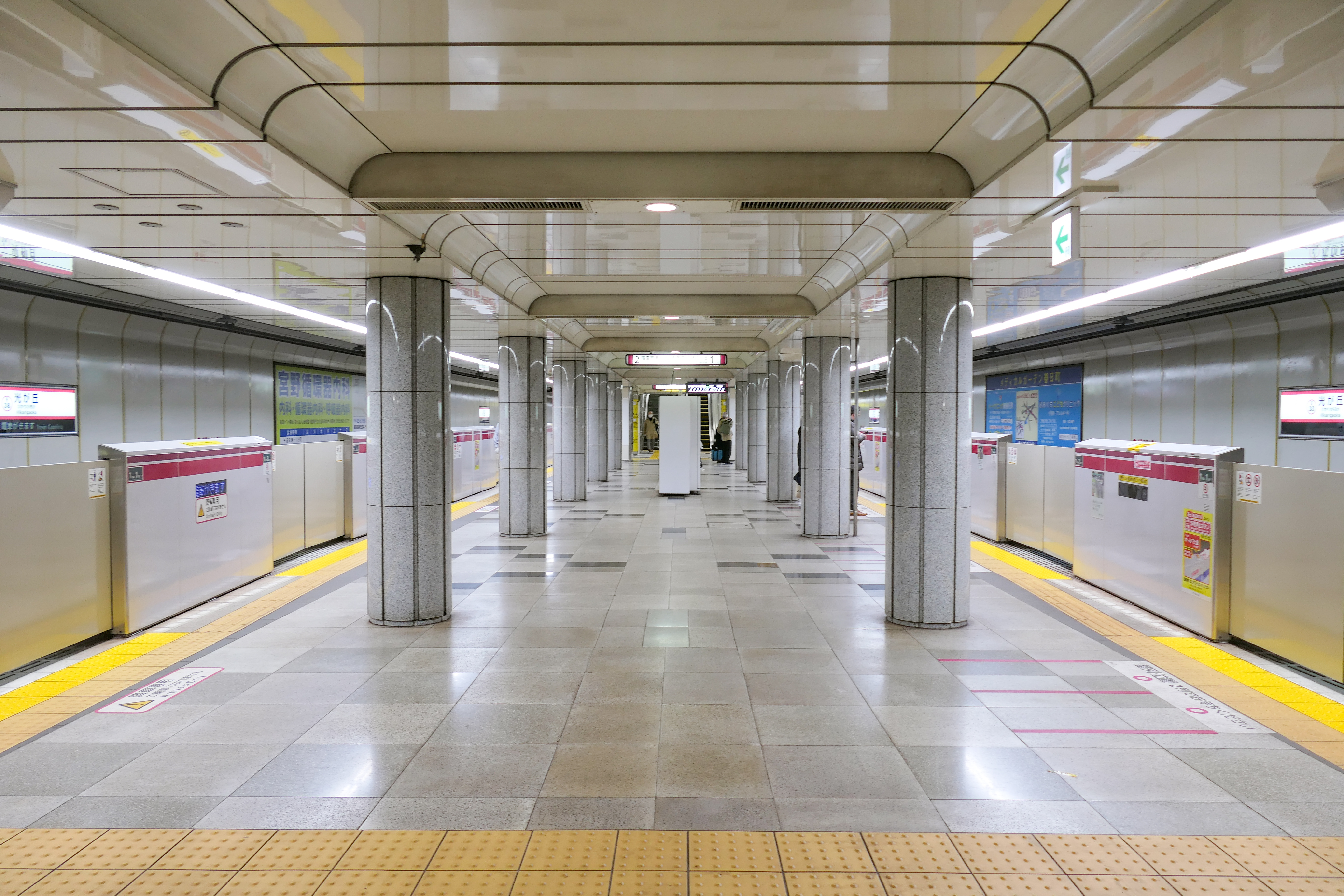
ホーム（2023年1月）

## 利用状況
2023年（令和4年）度の1日平均乗降人員は54,950人（乗車人員：27,515人、降車人員：27,435人）である。大江戸線の単独駅では勝どきに次いで利用者が多い。
開業以降の1日平均乗降・乗車人員推移は下表の通りである。
| 年度               | 1日平均 乗降人員 | 1日平均 乗車人員 | 出典     |
| ------------------ | ---------------- | ---------------- | -------- |
| 1991年（平成03年） |                  | 7,982            | [ * 1 ]  |
| 1992年（平成04年） |                  | 9,019            | [ * 2 ]  |
| 1993年（平成05年） |                  | 10,027           | [ * 3 ]  |
| 1994年（平成06年） |                  | 11,025           | [ * 4 ]  |
| 1995年（平成07年） |                  | 11,303           | [ * 5 ]  |
| 1996年（平成08年） |                  | 11,540           | [ * 6 ]  |
| 1997年（平成09年） |                  | 13,501           | [ * 7 ]  |
| 1998年（平成10年） |                  | 19,545           | [ * 8 ]  |
| 1999年（平成11年） |                  | 20,689           | [ * 9 ]  |
| 2000年（平成12年） | 44,731           | 22,284           | [ * 10 ] |
| 2001年（平成13年） | 47,999           | 23,977           | [ * 11 ] |
| 2002年（平成14年） | 50,070           | 25,030           | [ * 12 ] |
| 2003年（平成15年） | 52,289           | 26,097           | [ * 13 ] |
| 2004年（平成16年） | 53,505           | 26,669           | [ * 14 ] |
| 2005年（平成17年） | 54,613           | 27,231           | [ * 15 ] |
| 2006年（平成18年） | 56,189           | 28,041           | [ * 16 ] |
| 2007年（平成19年） | 58,452           | 29,252           | [ * 17 ] |
| 2008年（平成20年） | 58,467           | 29,285           | [ * 18 ] |
| 2009年（平成21年） | 57,244           | 28,706           | [ * 19 ] |
| 2010年（平成22年） | 56,804           | 28,468           | [ * 20 ] |
| 2011年（平成23年） | 56,529           | 28,347           | [ * 21 ] |
| 2012年（平成24年） | 57,846           | 28,980           | [ * 22 ] |
| 2013年（平成25年） | 59,065           | 29,579           | [ * 23 ] |
| 2014年（平成26年） | 59,157           | 29,598           | [ * 24 ] |
| 2015年（平成27年） | 60,107           | 30,060           | [ * 25 ] |
| 2016年（平成28年） | 61,464           | 30,739           | [ * 26 ] |
| 2017年（平成29年） | 62,937           | 31,468           | [ * 27 ] |
| 2018年（平成30年） | 63,584           | 31,802           | [ * 28 ] |
| 2019年（令和元年） | 63,120           | 31,560           | [ * 29 ] |
| 2020年（令和02年） | 47,683           | 23,920           |          |
| 2021年（令和03年） | 49,778           | 24,965           |          |
| 2022年（令和04年） | 52,831           | 26,478           |          |
| 2023年（令和05年） | 54,950           | 27,515           |          |

- 乗車人員
- 乗降人員

## 駅周辺

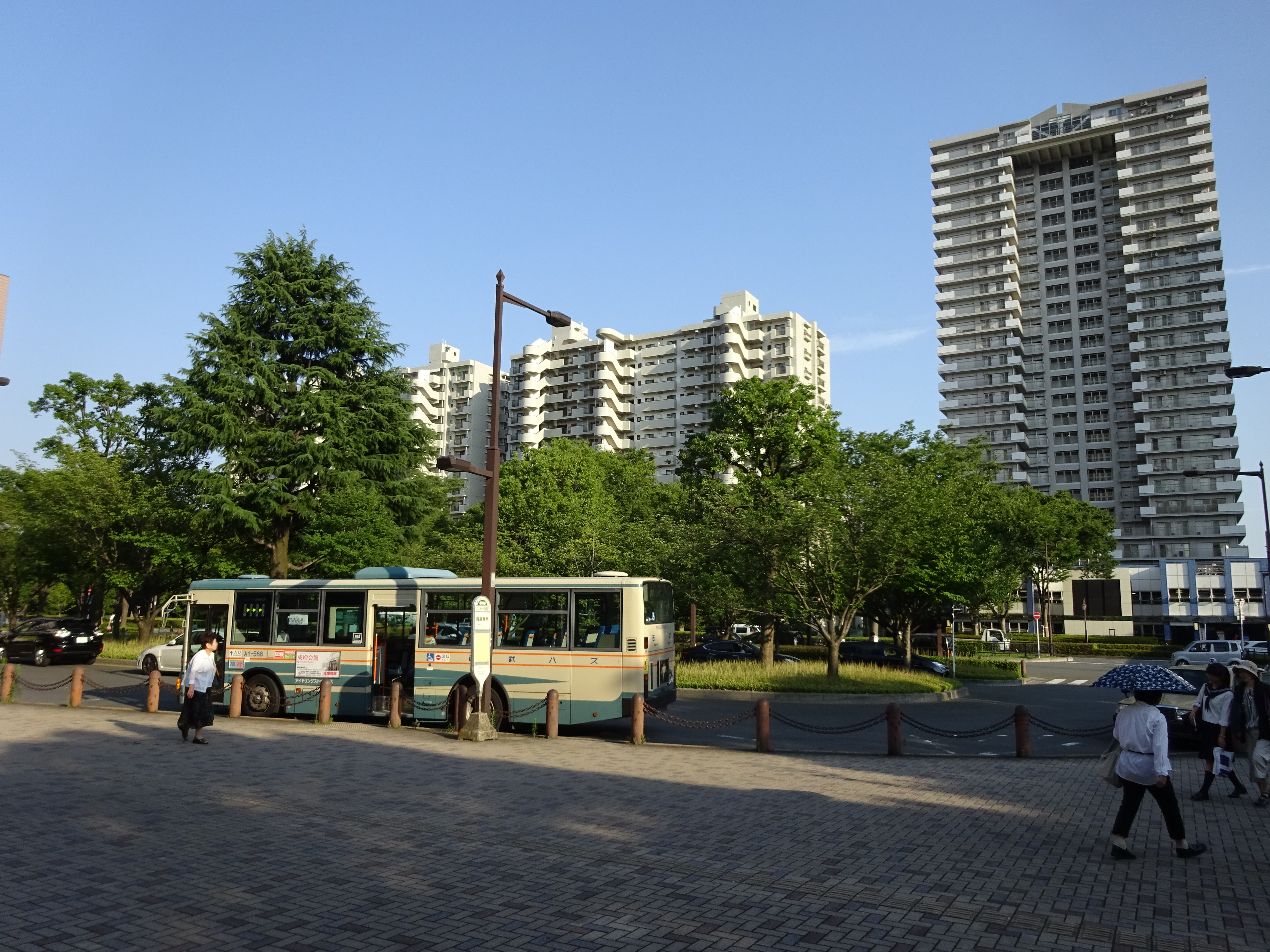
駅前広場（2016年6月）

- 光が丘
  - 光が丘公園
  - 光が丘団地
  - 光が丘IMA
    - イオン
    - LIVIN
      - リブロ

    - 四谷学院光が丘駅前教室

  - 練馬区役所光が丘出張所
  - 警視庁光が丘警察署
  - 光が丘郵便局（集配局、風景印あり）
  - 練馬区立光が丘図書館
  - 光が丘清掃工場
  - 練馬光が丘病院
  - 練馬区立光が丘四季の香小学校
  - 練馬区立光が丘春の風小学校
  - 練馬区立光が丘夏の雲小学校
  - 練馬区立光が丘秋の陽小学校
  - 練馬区立光が丘第一中学校
  - 練馬区立光が丘第二中学校
  - 練馬区立光が丘第三中学校
  - 練馬区立光が丘第四中学校
  - 東京都立田柄高等学校
  - 東京都立光丘高等学校
  - 光が丘東大通り
  - 光が丘西大通り
  - 夏の雲公園

- 東京都道443号南田中町旭町線
- 木場車両検修場高松車庫

## バス路線

### 光が丘駅
1番のりば
- 西武バス
  - 土支田循環（光202）：光が丘公園、土支田八幡、土支田地蔵方面（西武バス）
  - 保谷ルート：練馬光が丘病院行き
- 国際興業バス
  - 北町ルート：光が丘公園、練馬第七出張所、練馬北町車庫、北町一丁目経由 東武練馬駅入口循環
  - 北町ルート：光が丘公園、練馬第七出張所、北町小学校経由 東武練馬駅入口循環（1日4本）
  - 北町ルート：練馬光が丘病院行き
  - 氷川台ルート：練馬春日町駅東、練馬駅、氷川台駅、氷川台福祉園、東武練馬駅入口経由 練馬北町車庫循環
  - 氷川台ルート：練馬光が丘病院経由、光が丘公園行き

2番のりば
- 国際興業バス
  - 光01：光が丘七丁目、平和台駅経由 練馬北町車庫行き（朝のみ運転）
  - 光02：光が丘七丁目、平和台駅、練馬北町車庫、ときわ台駅入口経由 池袋駅東口行き
  - 光04：田柄五丁目、平和台駅、錦団地経由 練馬北町車庫行き（昼以降運転）

3番のりば
- 西武バス
  - 光31・練高01・練高02：旭町二丁目経由 成増駅南口行き
  - 練高01：光が丘三丁目経由 練馬高野台駅行き
  - 練高02・深夜バス：光が丘三丁目、練馬高野台駅経由 南田中車庫行き
  - 練高03：光が丘七丁目、練馬高野台駅経由 南田中車庫行き
  - 練馬区みどりバス保谷ルート：長久保、都民農園、大泉第三小学校、西大泉五丁目経由 保谷駅北口行き（西武バスが受託運行、2022年10月にルート変更）

4番のりば
- 国際興業バス・西武バス（みどりバス含む）
  - 降車専用。

2001年4月20日 - 2003年3月の間、西武バス・国際興業バス・京浜急行バスの3社で、光が丘駅 - 成増駅 - 高島平駅 - 羽田空港の空港リムジンバスを共同運行していたが、利用者僅少のため廃止となった。その後、2021年7月16日より東京空港交通が光が丘地区にあるホテルカデンツァ東京発着で羽田空港リムジンバスの運行を再開している。

## 隣の駅
東京都交通局（都営地下鉄）
 都営大江戸線
練馬春日町駅 (E 37) - 光が丘駅 (E 38)